# Pacifantistea ovtchinnikovi
Genre
Espèce
Pacifantistea ovtchinnikovi, unique représentant du genre Pacifantistea, est une espèce d'araignées aranéomorphes de la famille des Hahniidae.

## Distribution
Cette espèce se rencontre en Russie en Primorie, aux Kouriles et au Kamtchatka et au Japon à Hokkaido,.

## Étymologie
Cette espèce est nommée en l'honneur de Sergei V. Ovtchinnikov.

## Publication originale
- Marusik, 2011 : A new genus of hahniid spiders from Far East Asia (Araneae: Hahniidae). Zootaxa, no 2788, p. 57-68.